# Henry Boveyron
 (janvier 2017).
Henry Boveyron, né le 28 juin 1852 à Genève et mort dans la même ville le 11 juillet 1931, est une personnalité politique genevoise, membre du Parti radical-démocratique.

## Biographie
Banquier de métier, Henry Boveyron conduit en parallèle une carrière politique tout d'abord à la ville de Genève comme conseiller municipal de 1896 à 1906, puis administratif jusqu'en 1915, responsable du dicastère des Finances. Il est ensuite élu au Grand Conseil genevois de 1907 à 1923 puis à nouveau entre 1926 et 1927, puis au Conseil d'État de 1915 à 1918 et de 1921 à 1924.